# Ceraclea coreana
Ceraclea coreana is een schietmot uit de familie Leptoceridae. De soort komt voor in het Palearctisch gebied.